# Liste von Überschwemmungen in Australien

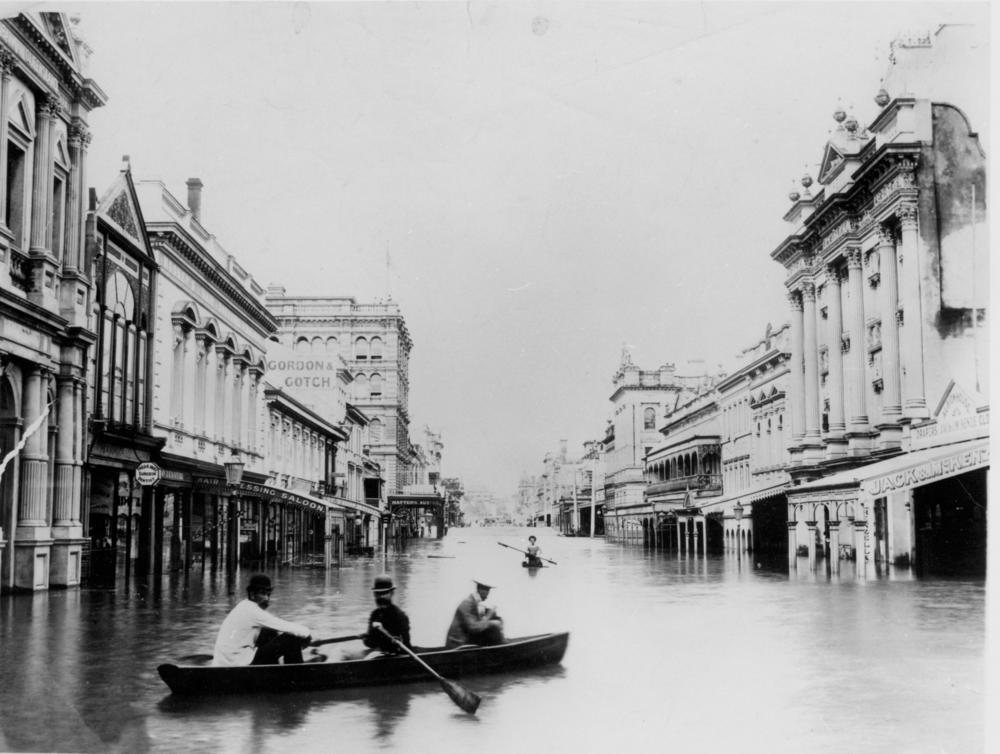
1893 Brisbane-Überschwemmung

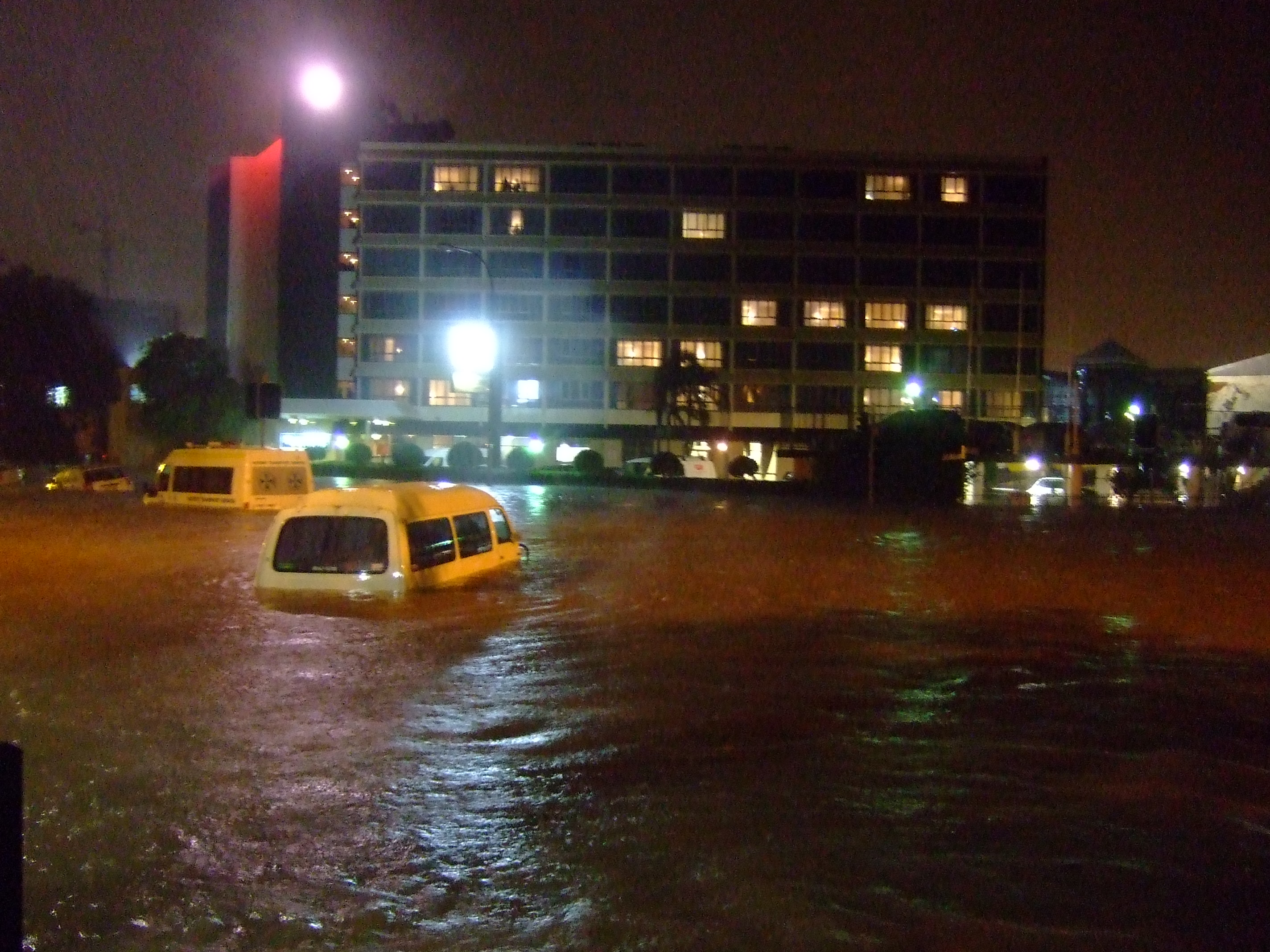
Überschwemmung von Newcastle

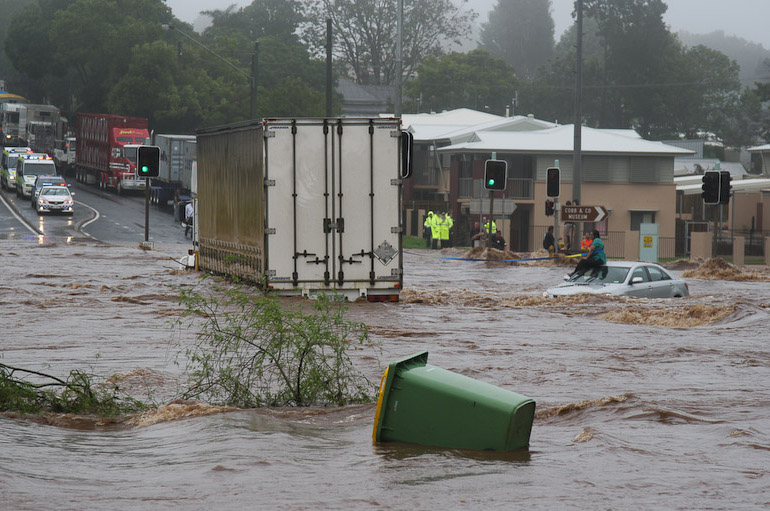
Überschwemmungen von Queensland und New South Wales von 2010/2011

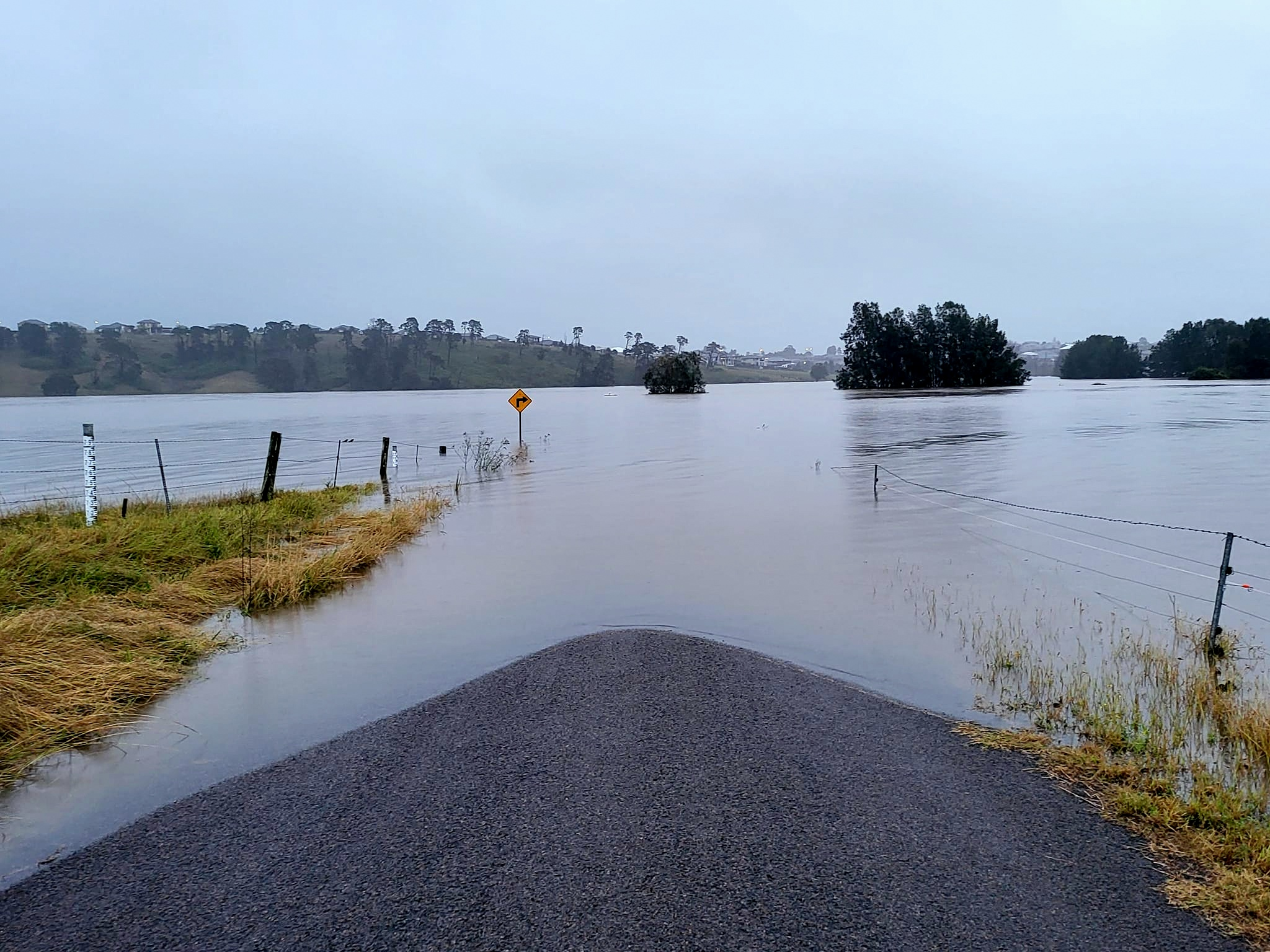
Überflutete Straße in Hunter Valley, 7. Juli 2022

Nachfolgend befinden sich in dieser Liste eine Reihe von zerstörerischen Überschwemmungen, die sich in Australien ereignet haben (diese Liste erhebt keinen Anspruch auf Vollständigkeit):
| Jahr      | Gebiet, Ort                                                       | Staat(en) | Todesopfer |
| --------- | ----------------------------------------------------------------- | --------- | ---------- |
| 1806      | Maitland                                                          | NSW       |            |
| 1820      | Maitland                                                          | NSW       |            |
| 1852      | Gundagai                                                          | NSW       | 89         |
| 1863      | Melbourne (Dezember)                                              | VIC       | 1          |
| 1869      | Ballarat                                                          | VIC       | 2          |
| 1891      | Melbourne (Juli)                                                  | VIC       | 1          |
| 1893      | Überschwemmung von Brisbane                                       | QLD       | 11         |
| 1893      | Maitland                                                          | NSW       | 9          |
| 1909      | Überschwemmung des westlichen Victoria                            | VIC       |            |
| 1913      | Maitland                                                          | NSW       |            |
| 1916      | Clermont                                                          | QLD       | 65         |
| 1927      | Wollombi                                                          | NSW       |            |
| 1929      | Überschwemmung in Tasmanien                                       | TAS       | 22         |
| 1930      | Maitlan                                                           | NSW       |            |
| 1931      | Maitland                                                          | NSW       |            |
| 1934      | Yarra River                                                       | VIC       | 35         |
| 1949      | Maitland                                                          | NSW       |            |
| 1950      | Rekord-Regenfälle von 1950                                        | NSW       |            |
| 1951      | Maitland                                                          | NSW       |            |
| 1952      | Maitland                                                          | NSW       |            |
| 1952      | Geelong                                                           |           |            |
| 1955      | Maitland                                                          | NSW       | 14         |
| 1955      | Überschwemmung des Hunter Valley                                  | NSW       | 25         |
| 1956      | Überschwemmung des Murray River                                   | SA        |            |
| 1971      | Überschwemmung von Canberra                                       | ACT       | 7          |
| 1971      | Maitland                                                          | NSW       |            |
| 1974      | Überschwemmung von Brisbane                                       | QLD       | 16         |
| 1986      | Sydney                                                            | NSW       | 6          |
| 1990      | East Coast                                                        | NSW       | 7          |
| 1996      | Überschwemmung von Queensland und New South Wales                 | NSW, QLD  | 4          |
| 1998      | Überschwemmung von Katherine                                      | NT        | 3          |
| 2007      | Überschwemmung der Hunter Region und der Central Coast (Juni)     | NSW       | 10         |
| 2008      | Überschwemmung von Mackay (Februar)                               | QLD       |            |
| 2010      | Überschwemmung im Bundesstaat Victoria von 2010 (Sept.)           | VIC       |            |
| 2010      | Überschwemmung von Queensland (März)                              | QLD       |            |
| 2010      | Überschwemmung des Gascoyne River (Dezember)                      | WA        |            |
| 2010–2011 | Überschwemmungen in Queensland 2011 (Dezember–Januar)             | QLD       | 35         |
| 2011      | Überschwemmungen in Victoria 2011 (Januar)                        | VIC       | 1          |
| 2019      | Überschwemmung in Regionen von Queensland (Februar)               | QLD       |            |
| 2022      | Überschwemmungen in New South Wales und Queensland (Februar/März) | QLD, NSW  | 20         |
| 2022      | Überschwemmungen in New South Wales (Anfang Juli)                 | NSW       |            |